# Âge du bronze atlantique
 (mars 2019).
Si vous disposez d'ouvrages ou d'articles de référence ou si vous connaissez des sites web de qualité traitant du thème abordé ici, merci de compléter l'article en donnant les références utiles à sa vérifiabilité et en les liant à la section « Notes et références ».
L’âge du bronze atlantique désigne un complexe culturel compris approximativement entre 1300 av. J.-C. et 700 av. J.-C qui inclut différentes cultures de la Péninsule Ibérique, des Îles Britanniques et de la côte atlantique de la France. Il se caractérise par les échanges culturels et économiques de certaines cultures indigènes survivantes qui finiront par laisser la place aux Indo-européens de l'âge du fer (majoritairement des Celtes) à la fin de la période. Il est suivi par l'âge du fer.
Ses centres principaux semblent se trouver au Portugal, en Andalousie (Tartessos ?), en  Galice et en Grande-Bretagne. Ses contacts commerciaux s'étendent jusqu'au  Danemark et aussi la Méditerranée.

## Voir également